# Nicat Abasov
Pour les articles homonymes, voir Abbasov.
Nicat Abasov ou Nidjat Abassov ou Nijat Abasov (en azéri : Nicat Azad oğlu Abasov) est un joueur d'échecs azerbaïdjanais né le 14 mai 1995 à Bakou.
Au 1er mars 2024, il est le sixième joueur azerbaïdjanais et 110e mondial avec un classement Elo de 2 632 points.

## Carrière aux échecs
Grand maître international depuis 2011, il a remporté le tournoi de Noël de Zurich en 2016, le championnat d'Azerbaïdjan d'échecs 2017 et l'open de Bakou (avec 7,5 points sur 9) en 2017.
Nidjat Abassov a participé à l'olympiade d'échecs de 2016 au deuxième échiquier de l'équipe B d'Azerbaïdjan.
Lors de la Coupe du monde d'échecs 2021, il est exempt au premier tour grâce à son classement Elo, puis il bat l'Arménien Shant Sargsian au deuxième tour et perd au troisième tour face au Russe Andreï Essipenko.
Lors de la Coupe du monde d'échecs 2023, il bat successivement Rodwell Makoto, Laurent Fressinet, Anish Giri, Peter Svidler, Saleh Salem, Vidit Santosh Gujrathi mais il s'incline en demi-finale contre le futur vainqueur Magnus Carlsen. Battu dans le match pour le 3e place par Fabiano Caruana, sa 4e place le qualifie — grâce au forfait de Magnus Carlsen — pour le tournoi des Candidats au championnat du monde 2024
. 
| Année | Lieu            | Résultat                   | Ultime adversaire                                                 | Adversaires battus                                                                                |
| ----- | --------------- | -------------------------- | ----------------------------------------------------------------- | ------------------------------------------------------------------------------------------------- |
| 2019  | Khanty-Mansiïsk | deuxième tour              | Leinier Domínguez                                                 | Kacper Piorun                                                                                     |
| 2021  | Sotchi          | troisième tour             | Andreï Essipenko                                                  | (exempt au premier tour) Shant Sargsian                                                           |
| 2023  | Bakou           | quatrième (demi-finaliste) | Magnus Carlsen (demi-finale)Fabiano Caruana (match de classement) | Rodwell Makoto, Laurent Fressinet, Anish Giri, Peter Svidler, Saleh Salem, Vidit Santosh Gujrathi |